# Campiglossa dirlbekorum
Campiglossa dirlbekorum är en tvåvingeart som beskrevs av Allen L.Norrbom 1999. Campiglossa dirlbekorum ingår i släktet Campiglossa och familjen borrflugor.
Artens utbredningsområde är Mongoliet. Inga underarter finns listade.